# Ewangelie Rabbuli

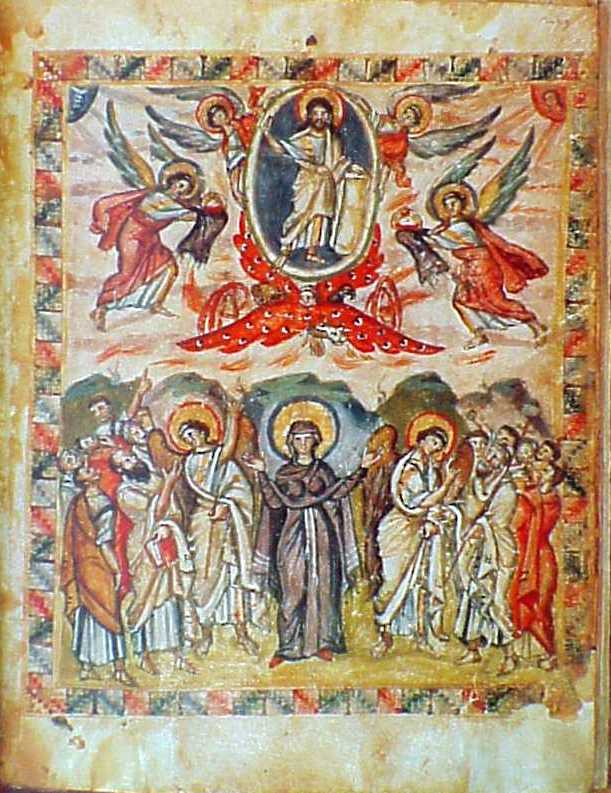
Ewangelie Rabbuli – miniatura przedstawiająca Wniebowstąpienie (folio 13v).

Ewangelie Rabbuli – pochodzący z końca VI wieku n.e. ilustrowany syryjski kodeks zawierający tekst Ewangelii napisany przez Rabbulę, mnicha z klasztoru św. Jana. Ewangelie Rabbuli zawierają tekst Peszitty. Rękopis jest przechowywany w Bibliotece Laurenziana we Florencji (cod. Plut. I, 56).

## Historia
Kodeks ten powstał w 586 roku w monofizyckim klasztorze w miejscowości Beth Zagba w Mezopotamii. Skryba miał na imię Rabbula. Przez blisko tysiąc lat rękopis przechowywany był w klasztorach na Wschodzie. W roku 1497 został zakupiony do Biblioteki Medyceuszy we Florencji. W tym miejscu w 1868 roku nadano kodeksowi nową ozdobną oprawę z czerwonej skóry z aplikacjami.
Faksymile miniatur opublikowali Giuseppe Furlani i Carlo Cecchelli w 1959 roku.

## Opis
Pierwotnie manuskrypt liczył 293 karty, jednak nie wszystkie zostały zachowane. Obecny rozmiar kart kodeksu wynosi około 33,7 na 27,5 cm, lecz zostały one przycięte w trakcie konserwacji wzdłuż górnej oraz prawej i lewej krawędzi przez poprzednich nieudolnych introligatorów. Tekst został napisany czarnym lub brązowym pismem estrangelo w dwóch kolumnach na stronę, o różnej liczbie linii w kolumnie. Poniżej wielu kolumn znajdują się zapisane czerwonym atramentem notatki odnoszące się do partii tekstu. Notatki te zajmują kilka linii. 
Ewangelie Rabbuli są traktowane jako jedno z najwspanialszych dzieł bizantyjskich powstałych w Azji a także jednym z najstarszych rękopisów chrześcijańskich zawierających duże miniatury. Kodeks wyróżnia się miniaturami na których przeważają jasne kolory. Przedstawiają one ruch, zaznaczają dramat sytuacji oraz stosują ekspresję postaci ludzkich, które prawie zawsze są ruchu.

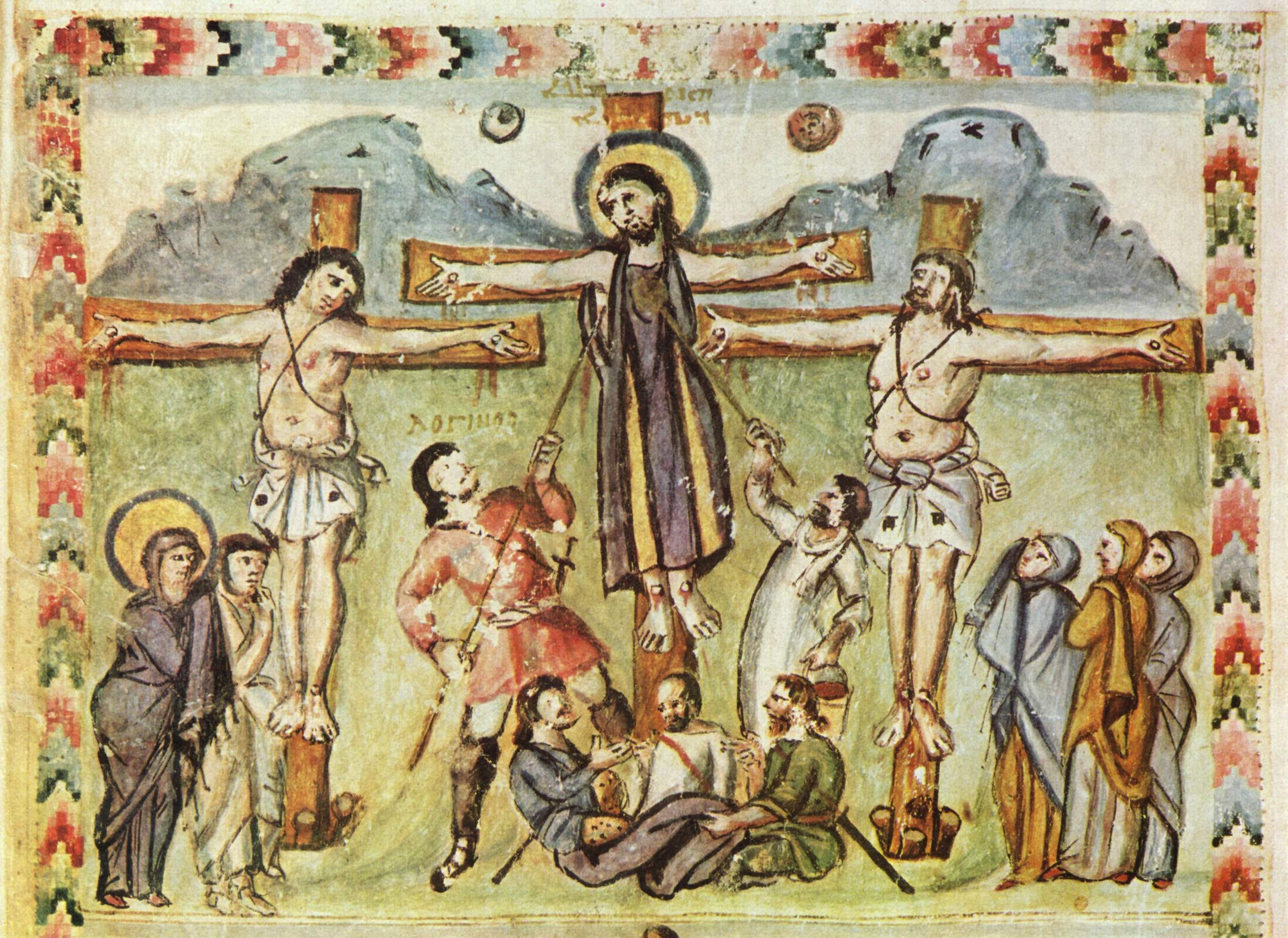
Ewangelie Rabbuli – scena Ukrzyżowania.

Manuskrypt Rabbuli zawiera około dziewięćdziesiąt miniatur z czego dwadzieścia osiem to ilustracje całostronicowe. Miniatury przedstawiają postacie świętych oraz proroków Starego Testamentu. Marginesy rękopisu ozdobiono ornamentami z motywami ptaków i kwiatów. Miniaturowe grafiki są oprawione w ramki, które są kombinacjami motywów architektonicznych i kwiatów. Ornamenty są złożone z kombinacji krzywych i tęcz. Zdobnictwo kodeksu jest pod silnym wpływem sztuki perskiej i hellenistycznej. 
Kilka scen z tego rękopisu jak scena Ukrzyżowania przedstawiająca Chrystusa pomiędzy dwoma łotrami na stałe utrwaliło się w malarstwie. Wyróżnia się również całostronicowa, intensywnie kolorowana ilustracja ze sceną Wniebowstąpienia. Przedstawia ona postacie Jezusa, jego matki, Apostołów i Aniołów. Chrystus ze zwojem w ręku znajduje się na rydwanie, którego cztery koła mają barwę płomieni a dodatkowo są ozdobione skrzydłami posiadającymi ludzkie oczy.
Miniatury zamieszczone w Ewangeliach Rabbuli przez anonimowych iluminatorów syryjskich reprezentują wysoki poziom artystyczny. Postacie namalowano z dużą swobodą stosując światłocień. W palecie barw kodeksu dominuje kolor czerwony, który nadaje ilustracjom wrażenie ciepła. Ilustratorzy prezentowali również sceny zbiorowe. Daje się zauważyć orientalną tendencję do przedstawiania zwierząt i roślin. Inspiracją do powstania ornamentów mogły być mozaiki posadzkowe występujące w kościołach wschodnich.

## Galeria

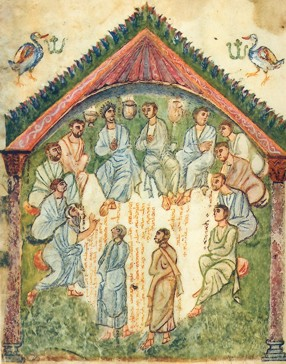
Wybór dwunastego apostoła w miejsce Judasza
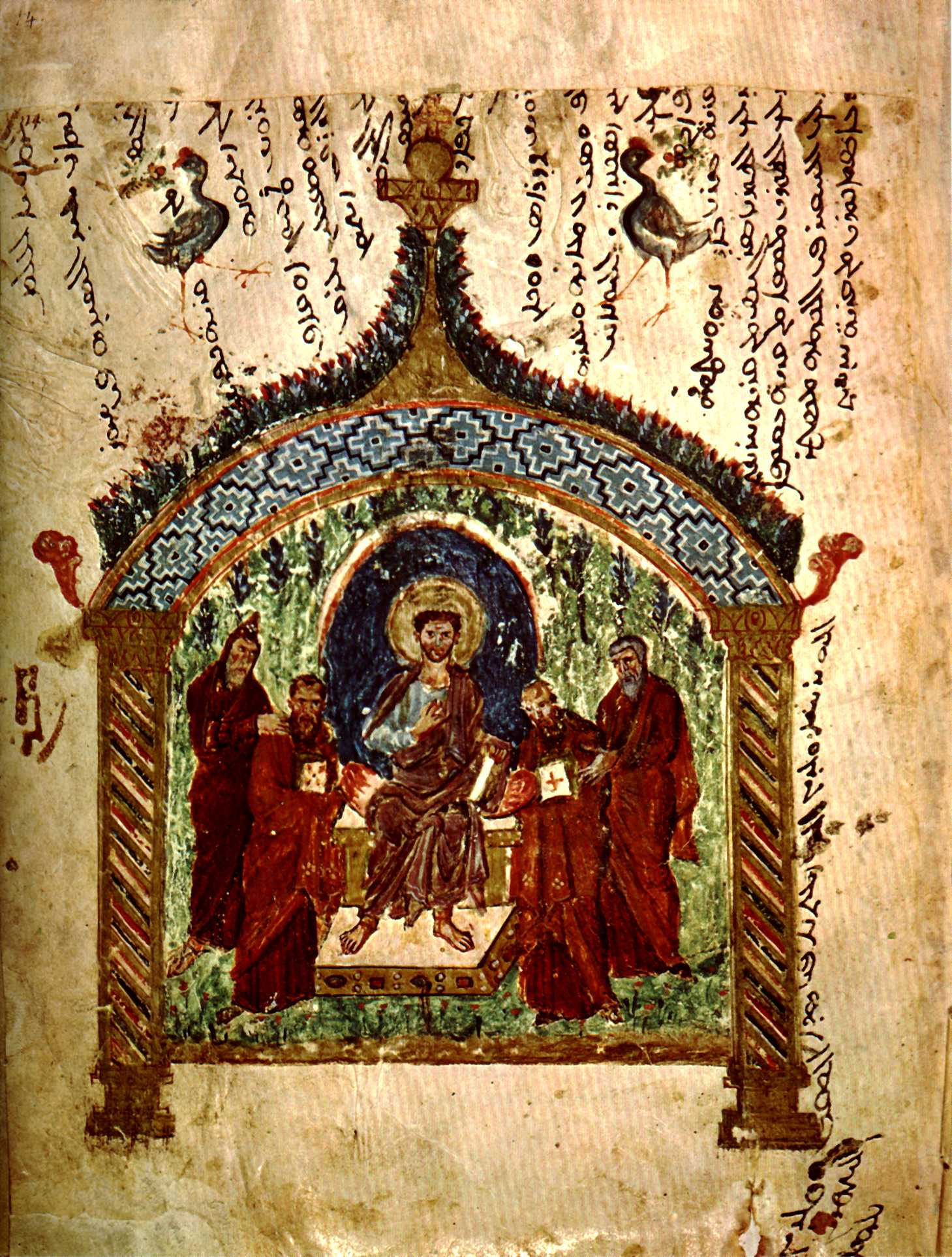
Jezus na tronie
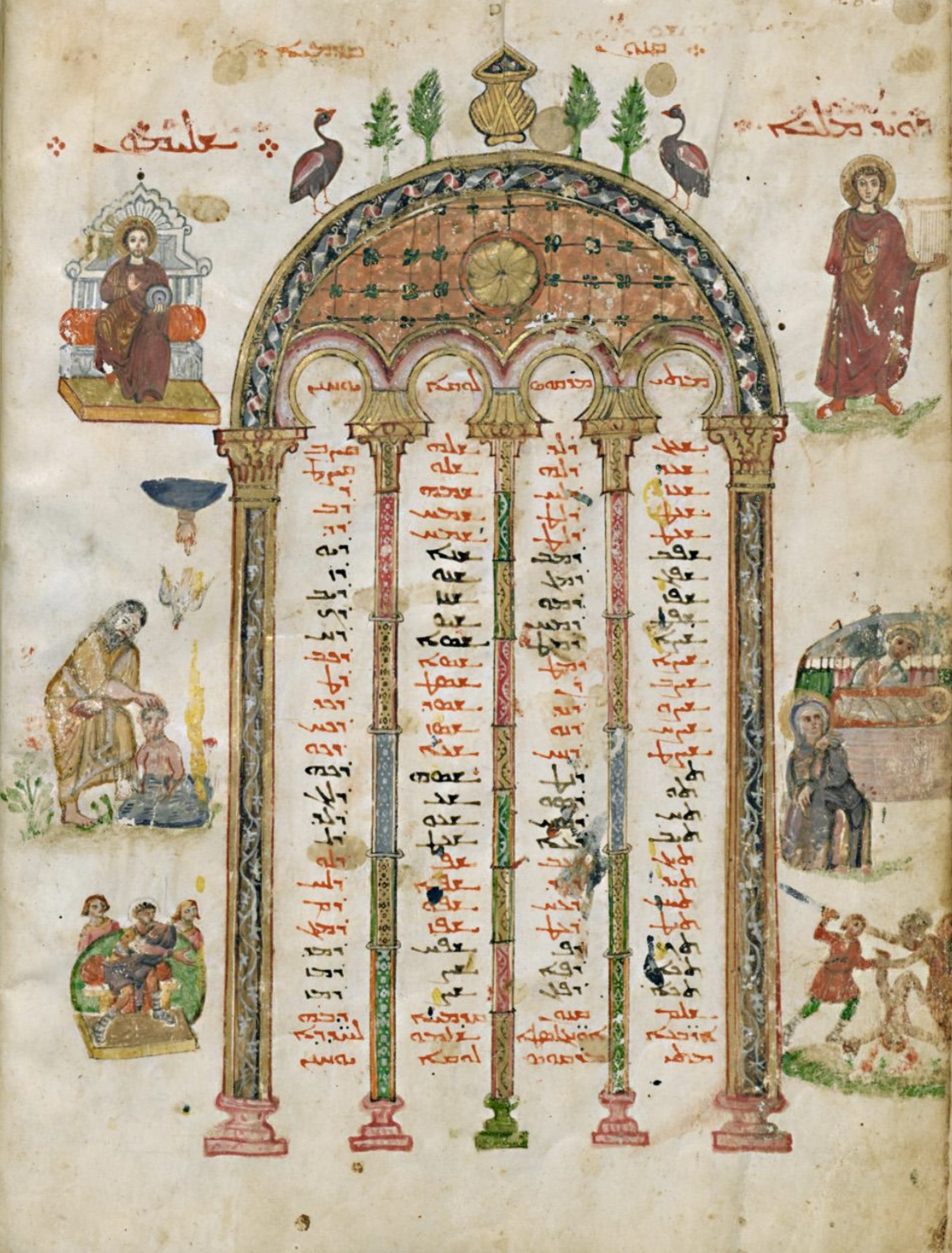
Tablice Kanonów Euzebiusza
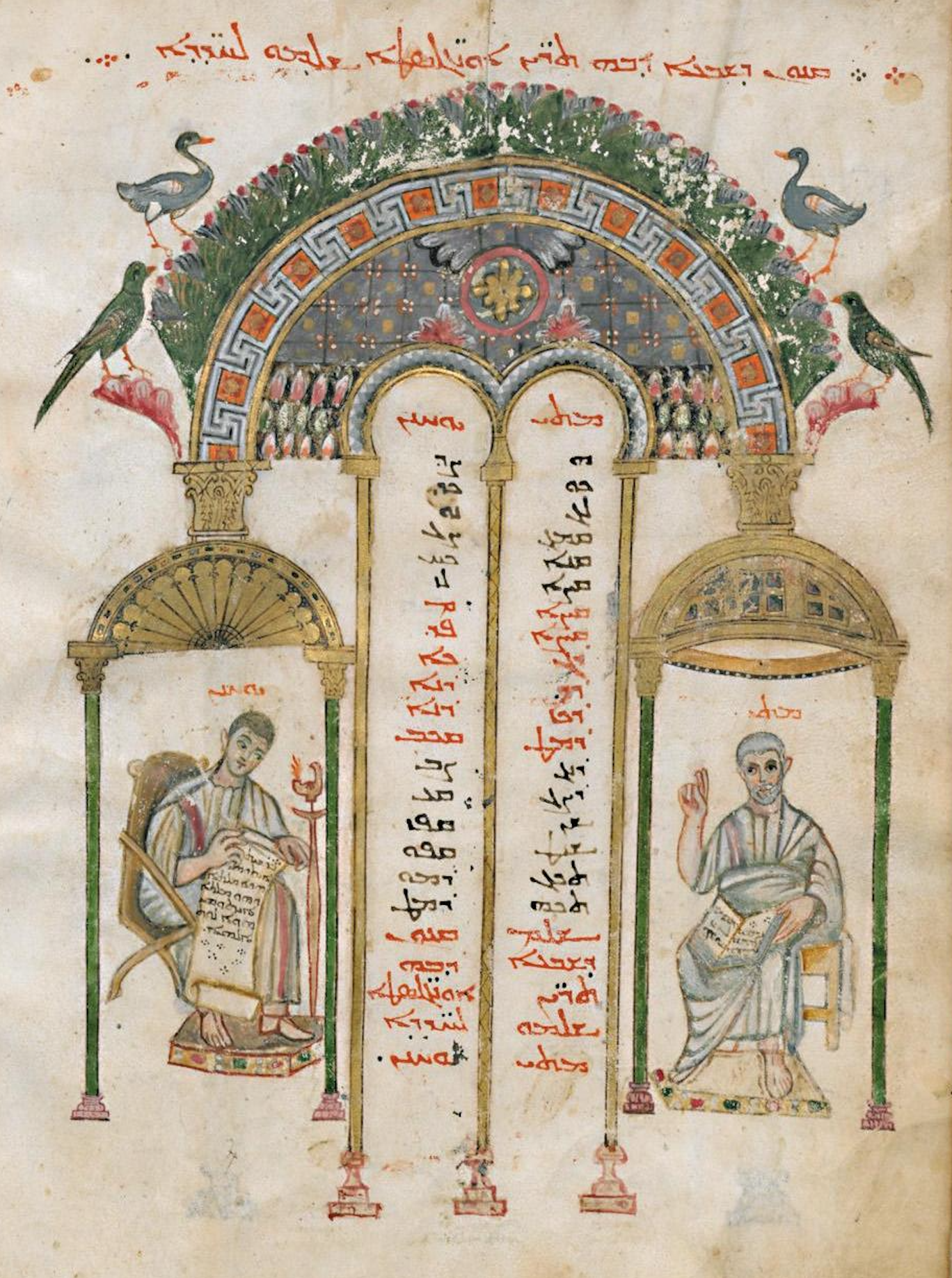
Tablica kanonu VII z portretami Jana i Mateusza
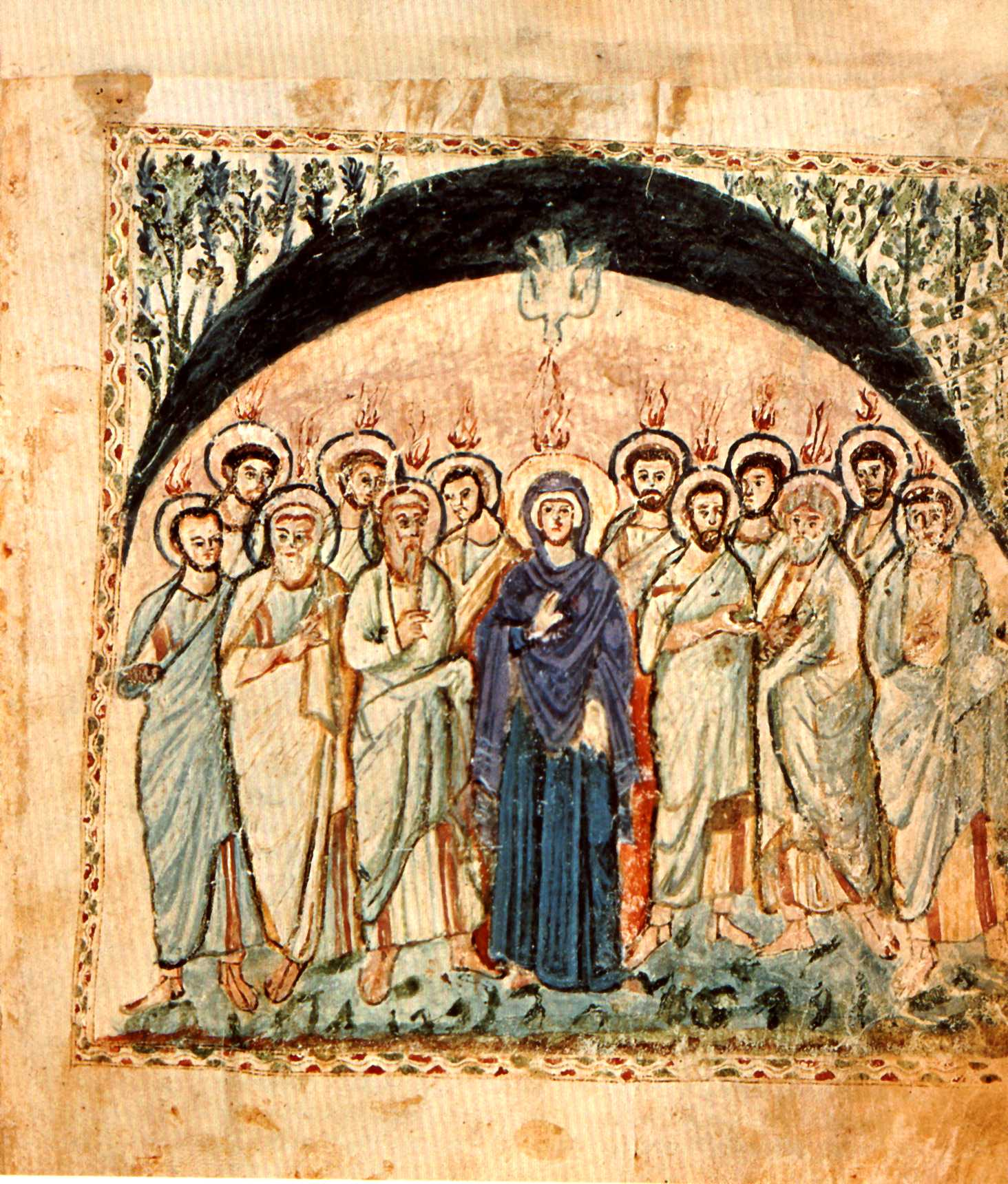
Dzień Pięćdziesiątnicy